# 4205 David Hughes
4205 David Hughes è un asteroide areosecante. Scoperto nel 1985, presenta un'orbita caratterizzata da un semiasse maggiore pari a 1,7266210 UA e da un'eccentricità di 0,1493277, inclinata di 16,47878° rispetto all'eclittica.
L'asteroide è dedicato all'astronomo britannico David Hughes.